# Руфайда ал-Асламия
Руфайда ал-Асламия (араб. رفيدة الأسلمية‎; — (род. ок. 620 г. н. э.; 2 BH), сестра милосердия и первая мусульманская медсестра и социальный работник, признанная первой женщиной-мусульманкой-медсестрой и первой женщиной-хирургом в исламе. Она также известна как первая медсестра в мире.

## Биография
Родилась в семье целителя Саада аль-Аслами, под руководством которого Руфайда первоначально приобрела клинический опыт. Посвятив себя уходу и уходу за больными, Руфайда Аль-Асламия стала опытным целителем практикуя свои навыки в полевых условиях в своей палатке во время многих сражений, поскольку пророк Мухаммад приказывал, чтобы все раненые были доставлены в её палатку. Также документально подтверждено, что Руфайда оказывала помощь раненым воинам во время джихада, и укрывала умирающих от ветра и жары суровой пустыни.

### Премия Руфайды Аль-Асламия в области сестринского дела
Королевский колледж хирургов в Ирландии (RCSI) при Университете Бахрейна ежегодно присуждает одному студенту престижную премию Руфайды Аль-Асламия в области сестринского дела.